# Ferroviário Esporte Clube
Ne doit pas être confondu avec Ferroviário Esporte Clube (Cabo de Santo Agostinho).
Maillots
Le Ferroviário Esporte Clube est un club brésilien de football basé à São Luís dans l'État du Maranhão.

## Palmarès
- Championnat du Maranhão de football
  - Champion : 1957, 1958, 1971, 1973